# Cmentarz Komunalny w Płocku
Cmentarz Komunalny w Płocku (znany także jako Nowy Cmentarz) – płocki cmentarz położony przy ul. Bielskiej na osiedlu Kostrogaj.
Cmentarz został założony 1 czerwca 1973 roku. Zajmuje powierzchnię ponad 17 ha. Jest ogrodzony, posiada kaplicę, asfaltowane alejki główne oraz utwardzone alejki między grobami. W najstarszym grobie pochowana jest Stanisława Zbyszyńska zmarła 20 grudnia 1973 roku.
Cmentarz podzielony jest na sektory, kwatery i rzędy. Wyodrębniony jest sektor dziecięcy i Aleja Zasłużonych.

## Pochowani na Cmentarzu Komunalnym
- Tadeusz Garlej – lekarz
- Marcin Kamiński – kompozytor
- Wiesław Koński – dziennikarz i prasoznawca
- Feliks Majdak – starosta płocki
- Janusz Majewski – prezydent Płocka
- Kazimierz Różycki – pilot
- Grażyna Przybylska-Wendt – lekarka, działaczka opozycji w latach PRL, działaczka związkowa i społeczna
- Jan Przyszlak – dyrektor Liceum Ogólnokształcącego im. Władysława Jagiełły w Płocku
- Bernard Szymański – dyrektor Zespołu Szkół Technicznych w Płocku
- Ryszard Wodzyński – harcmistrz
- Jerzy Wojnecki – piłkarz